# Tiran Porter
Tiran Porter, född 26 september 1948 i Los Angeles, Kalifornien, är en amerikansk basist, främst känd som medlem i musikgruppen The Doobie Brothers under åren 1972-1980, och 1987-1992. Han började spela in med gruppen då de gjorde sitt andra studioalbum Toulouse Street och var medlem under dess mest framgångsrika år. 1995 utgav han soloalbumet Playing To An Empty House.